# امینه خاتون
امینه خاتون، (ترکی عثمانی: امینه خاتون؛ حدود ۱۳۸۹ – حدود ۱۴۴۹) همسر محمد یکم سلطان امپراتوری عثمانی و مادر مراد دوم بود.